# Alemania en los Juegos Olímpicos de Oslo 1952
Alemania estuvo representada en los Juegos Olímpicos de Oslo 1952 por un total de 53 deportistas que compitieron en 8 deportes.  
El portador de la bandera en la ceremonia de apertura fue el esquiador de fondo Helmut Böck.

## Medallistas
El equipo olímpico alemán obtuvo las siguientes medallas:
| Nombre                                                    | Deporte            | Competición       |
| --------------------------------------------------------- | ------------------ | ----------------- |
| Oro                                                       |                    |                   |
| Andreas Ostler Lorenz Nieberl                             | Bobsleigh          | Doble M           |
| Andreas Ostler Friedrich Kuhn Franz Kemser Lorenz Nieberl | Bobsleigh          | Cuádruple M       |
| Ria Baran Paul Falk                                       | Patinaje artístico | Parejas           |
| Plata                                                     |                    |                   |
| Mirl Buchner                                              | Esquí alpino       | Descenso F        |
| Ossi Reichert                                             | Esquí alpino       | Eslalon F         |
| Bronce                                                    |                    |                   |
| Mirl Buchner                                              | Esquí alpino       | Eslalon gigante F |
| Mirl Buchner                                              | Esquí alpino       | Eslalon F         |